# Grand Prix Pescara

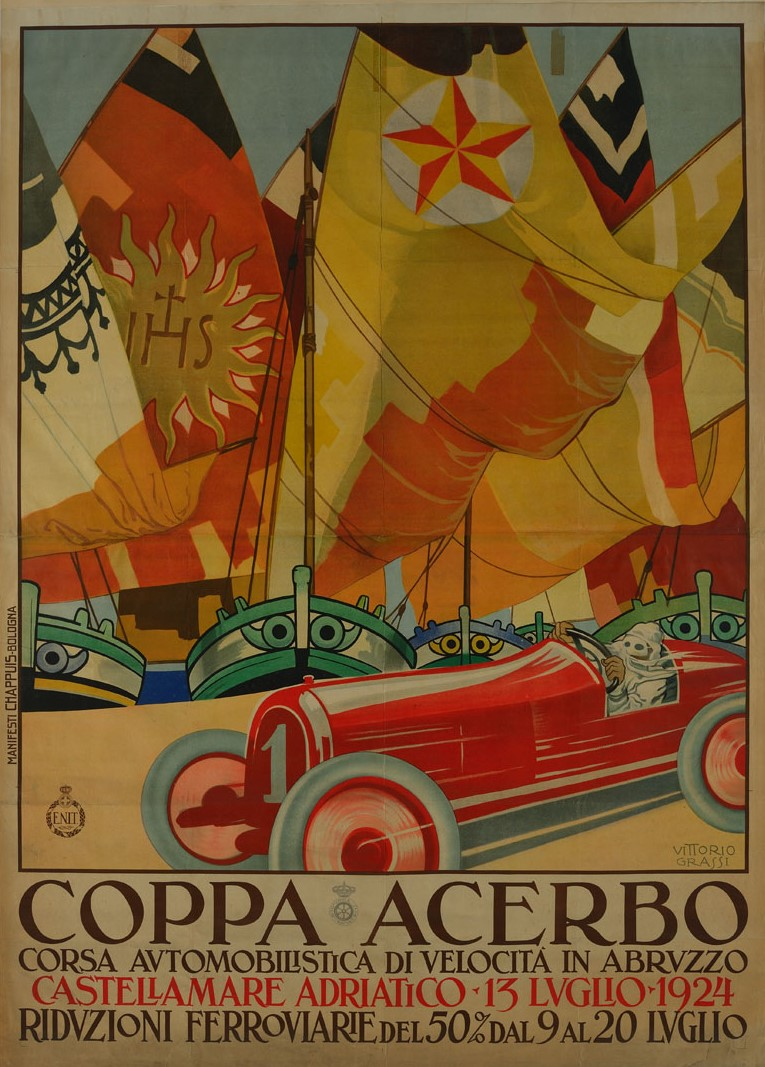

Grand Prix Pescara – wyścig organizowany we Włoszech w okolicach Pescary w latach 1924–1961. Do roku 1939 wyścig znany był jako Coppa Acerbo, na cześć Tito Acerbo, brata Giacomo Acerbo, prominentnego włoskiego faszystowskiego polityka. Po zakończeniu II wojny światowej postanowiono zmienić nazwę wyścigu na Circuito di Pescara (1947–1951). W latach 1952–53, kiedy to Mistrzostwa Świata Kierowców Formuły 1 organizowane były według zasad Formuły 2, włoski wyścig zorganizowano jako 12 godziny maraton (12 Ore di Pescara). W 1954 powrócono do poprzedniego formatu imprezy, po raz pierwszy pod nazwą Gran Premio di Pescara. W 1957 Grand Prix Pescara było jedną z ośmiu rund Formuły 1. Był to pierwszy przypadek, kiedy to w jednym sezonie zorganizowano dwa wyścigi w jednym kraju. Ostatnią imprezę zorganizowano w roku 1961 jako jedną z pięciu rund World Sportscar Championship.
Trzej kierowcy (Bernd Rosemeyer, Achille Varzi i Luigi Fagioli) dwukrotnie wygrywali na tym torze. Wśród konstruktorów najwięcej, bo aż dziesięciokrotnie triumfowała Alfa Romeo.

## Zwycięzcy Grand Prix Pescara
| Sezon      | Kierowca                          | Klasa               | Konstruktor       | Nazwa Wyścigu                |                |
| ---------- | --------------------------------- | ------------------- | ----------------- | ---------------------------- | -------------- |
| 1961       | Lorenzo Bandini Giorgio Scarlatti | Sports car          | Ferrari           | 4h Testa Rosa                |                |
| 1960       | Denny Hulme                       | Formuła 2           | Cooper – BMC      | XXVI Gran Premio di Pescara  |                |
| 1958- 1959 | Nie rozgrywano                    | Nie rozgrywano      | Nie rozgrywano    | Nie rozgrywano               |                |
| 1957       | Stirling Moss                     | Formuła 1           | Vanwall           | XXV Circuito di Pescara      |                |
| 1956       | Robert Manzon                     | Sports car          | Gordini           | XXIV Gran Premio di Pescara  |                |
| 1955       | Nie rozgrywano                    | Nie rozgrywano      | Nie rozgrywano    | Nie rozgrywano               |                |
| 1954       | Luigi Musso                       | Formuła 1/Formuła 2 | Maserati          | XXIII Gran Premio di Pescara |                |
| 1953       | Umberto Maglioli Mike Hawthorn    | Sports car          | Ferrari           | 2° 12 Ore di Pescara         |                |
| 1952       | Giovanni Bracco Paolo Marzotto    | Sports car          | Ferrari           | 1° 12 Ore di Pescara         |                |
| 1951       | José Froilán González             | Formuła 1           | Ferrari           | XX Circuito di Pescara       |                |
| 1950       | Juan Manuel Fangio                | Formuła 1           | Alfa Romeo        | XIX Circuito di Pescara      |                |
| 1949       | Franco Rol                        | Sports car          | Alfa Romeo        | XVIII Circuito di Pescara    |                |
| 1948       | Giovanni Bracco                   | Sports car          | Maserati          | XVII Circuito di Pescara     |                |
| 1947       | Vincenzo Auricchio                | Sports car          | Stanguellini-Fiat | XVI Circuito di Pescara      |                |
| 1940- 1946 | Nie rozgrywano                    | Nie rozgrywano      | Nie rozgrywano    | Nie rozgrywano               |                |
| 1939       | Clemente Biondetti                | Voiturette          | Alfa Romeo        | XV Coppa Acerbo              |                |
| 1938       | Rudolf Caracciola                 | Grand Prix          | Mercedes-Benz     | XIV Coppa Acerbo             |                |
| 1937       | Bernd Rosemeyer                   | Grand Prix          | Auto Union        | XIII Coppa Acerbo            |                |
| 1936       | Bernd Rosemeyer                   | Grand Prix          | Auto Union        | XII Coppa Acerbo             |                |
| 1935       | Achille Varzi                     | Grand Prix          | Auto Union        | XI Coppa Acerbo              |                |
| 1934       | Luigi Fagioli                     | Grand Prix          | Mercedes-Benz     | X Coppa Acerbo               |                |
| 1933       | Luigi Fagioli                     | Grand Prix          | Alfa Romeo        | IX Coppa Acerbo              |                |
| 1932       | Tazio Nuvolari                    | Grand Prix          | Alfa Romeo        | VIII Coppa Acerbo            |                |
| 1931       | Giuseppe Campari                  | Grand Prix          | Alfa Romeo        | VII Coppa Acerbo             |                |
| 1930       | Achille Varzi                     | Grand Prix          | Maserati          | VI Coppa Acerbo              |                |
| 1929       | Giuseppe Campari                  | Grand Prix          | Alfa Romeo        | V Coppa Acerbo               |                |
| 1928       | Nie rozgrywano                    | Nie rozgrywano      | Nie rozgrywano    | Nie rozgrywano               | Nie rozgrywano |
| 1927       | Giuseppe Campari                  | Grand Prix          | Alfa Romeo        | IV Coppa Acerbo              |                |
| 1926       | Luigi Spinozzi                    | Grand Prix          | Bugatti           | III Coppa Acerbo             |                |
| 1925       | Guido Ginaldi                     | Grand Prix          | Alfa Romeo        | II Coppa Acerbo              |                |
| 1924       | Enzo Ferrari                      | Grand Prix          | Alfa Romeo        | I Coppa Acerbo               |                |